# Oroszló
Oroszló là một thị trấn thuộc hạt Baranya, Hungary. Thị trấn này có diện tích 6,12 km², dân số năm 2010 là 323 người, mật độ 53 người/km².